# Tinodes triznai
Tinodes triznai là một loài Trichoptera trong họ Psychomyiidae. Chúng phân bố ở miền Cổ bắc.